# Sent OS
CentOS (The Community ENTerprise Operating System) je slobodno dostupna GNU/Linux distribucija zasnovana na komercijalnom izdanju RedHat Enterprise Linux firme Red Hat. Cilj ove distribucije je da održi potpunu (100%) binarnu kompatibilnost sa svojim izvorom i da, u okviru svojih glavnih izdanja i unapređenja ne odstupi od tog cilja. CentOS podržava (skoro) sve računarske arhitekture (platforme) koje podržava i Red Hat Enterprise Linux.
- Intel x86 (32 bit).
- Intel Itanium (64 bit).
- Advanced Micro Devices AMD64 i Intel EM64T (64 bit).
- PowerPC/32 (Apple Macintosh PowerMac sa G3 ili G4 PowerPC procesorom).
- IBM Mainframe (eServer zSeries i S/390).
- Alpha (DEC Alpha procesor)
- SPARC

## Spoljašnje veze
- Званични веб-сајт
- на Дистровочу